# 首府区 (魁北克省)

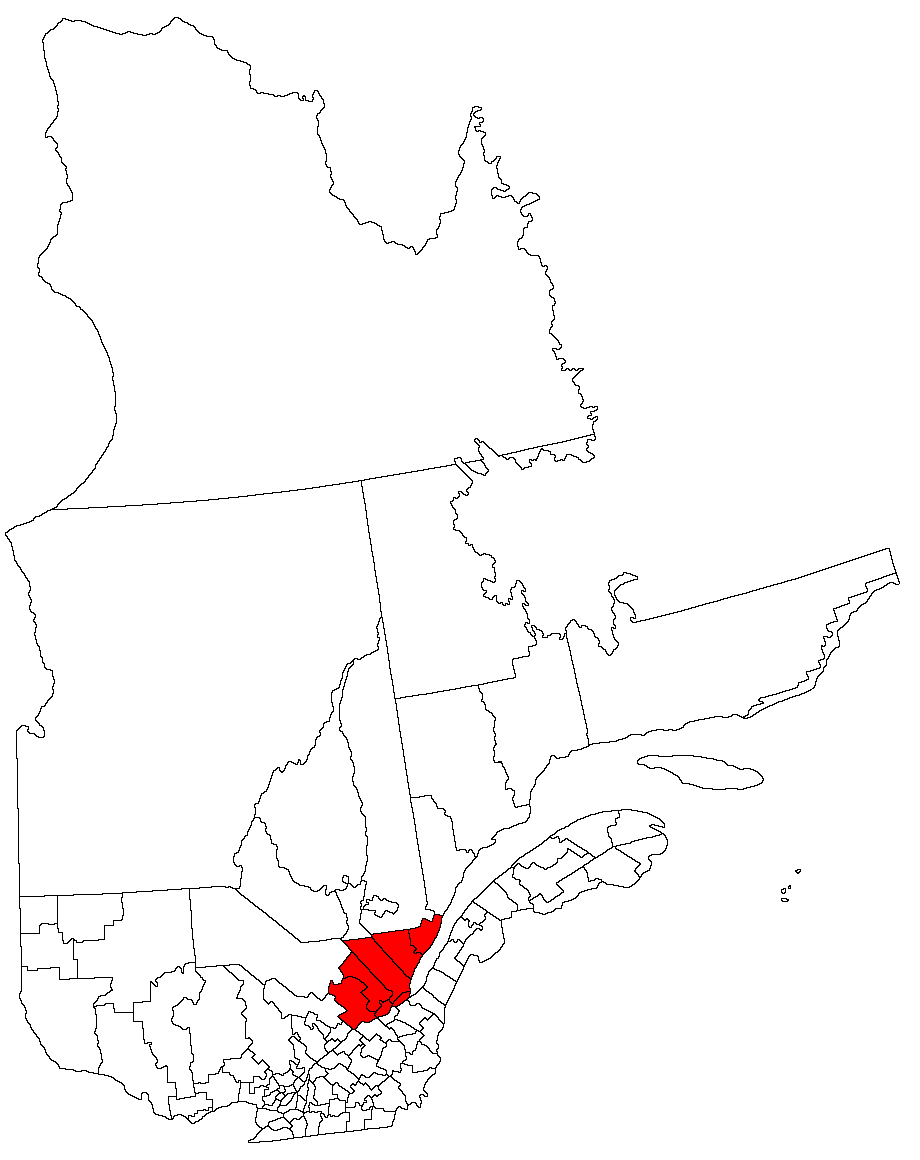
魁北克省首府区位置

首府区（法語：Capitale-Nationale，法語發音：[kapital nasjɔnal]）是加拿大魁北克省的一个行政区，位于魁北克省中南部，聖勞倫斯河北岸，魁北克省省府魁北克市所在地。魁北克省9个历史纪念地区的5个位于该地区。该地区总面积18,638.7平方公里（7,196.4平方英里）。总人口700,616（2011年），其中74.3%居住在魁北克市。

## 行政区划
- 县
  - 察勒沃尔克斯县
  - 拉雅克-卡地亚县
- 独立市
  - 魁北克市
- 独立教区
  - Notre-Dame-des-Anges
- 原住民保留地
  - Wendake